# 두왑사운즈
두왑사운즈는 대한민국의 음악 그룹이다. 2016년 싱글 앨범 [나도 그래]로 데뷔했다.

## 방송
- 트로트의 민족 (2020) - Top22(21위)
- 놀면뭐하니? (2024) - 게스트

## 공연
- 제2회 두왑사운즈 문학의 밤 (2018)
- 제 3회 두왑사운즈 문학의 밤 (2019)

## 수상
- 2016 제3회 아시안컵 아카펠라대회 3위
- 2016 제3회 아카펠라 오픈 인터내셔널 3위
- 2014 홍콩세계아카펠라대회 보컬밴드부분 베스트프리젠테이션